# Hortophora
Hortophora es un género de arañas araneomorfas de la familia Araneidae.

## Especies
- H. biapicata (L. Koch, 1871)
- H. capitalis (L. Koch, 1871)
- H. cucullus Framenau & Castanheira, 2021
- H. flavicoma (Simon, 1880)
- H. lodicula (Keyserling, 1887)
- H. megacantha Framenau & Castanheira, 2021
- H. porongurup Framenau & Castanheira, 2021
- H. tatianeae Framenau & Castanheira, 2021
- H. transmarina (Keyserling, 1865)
- H. urbana (Keyserling, 1887)
- H. viridis (Keyserling, 1865)
- H. walesiana (Karsch, 1878)
- H. yesabah Framenau & Castanheira, 2021